# Mount Wilson
För andra betydelser, se Mount Wilson (olika betydelser).
Mount Wilson är ett berg i Kalifornien i USA. På berget står Mount Wilson-observatoriet.

### Fotnoter
1. ↑  ”Hopp för brandhotat observatorium”. Dagens nyheter. 3 september 2009. http://www.dn.se/nyheter/varlden/hopp-for-brandhotat-observatorium/. Läst 29 januari 2016.